# Megaselia berndeseni
Megaselia berndeseni är en tvåvingeart som först beskrevs av Schmitz 1919.  Megaselia berndeseni ingår i släktet Megaselia och familjen puckelflugor. Inga underarter finns listade i Catalogue of Life.